# Distretto di Antauta
Il distretto di Antauta è un distretto del Perù, facente parte della provincia di Melgar, nella regione di Puno.